# Carphontes
Carphontes is een kevergeslacht uit de familie van de boktorren (Cerambycidae). De wetenschappelijke naam van het geslacht werd voor het eerst geldig gepubliceerd in 1881 door Bates.

## Soorten
Carphontes omvat de volgende soorten:
- Carphontes paradoxus Monné M. A. & Monné M. L., 2010
- Carphontes posticalis Bates, 1881